# Brahm Wenger
Brahm Wenger (* 1953 in Montreal, Kanada) ist ein kanadischer Komponist. 

## Leben
Brahm Wenger wuchs in seiner Heimatstadt Montreal auf, wo er später an der McGill University studierte. Mit seinem Studium an der Film Scoring School of Music, einem Institut der University of Southern California, zog Wenger nach Los Angeles, wo er begann für Jerry Goldsmith als Komponist zu arbeiten. Seit Mitte der 1990er Jahre ist er auch als selbstständiger Komponist tätig und wurde hauptsächlich für die Musik der Hundefilmreihe Buddies bekannt, die als Spin-off zu Air Bud – Champion auf vier Pfoten und dessen Fortführungen entstand.

## Filmografie (Auswahl)
- 1996: Lethal Point – Zwei gnadenlose Profis (Hollow Point)
- 1997: Air Bud – Champion auf vier Pfoten (Air Bud)
- 1997: Die Sexaffäre – Kampf ums weiße Haus (The Absolute Truth)
- 1998: Die Schreckensfahrt der Orion Star (Voyage of Terror)
- 1998: Air Bud 2 – Golden Receiver (Air Bud: Golden Receiver)
- 1999: Lord Hubert – Hundeadel verpflichtet (The Duke)
- 2000: Jack: Der beste Affe auf dem Eis (MVP: Most Valuable Primate)
- 2000: Sturzflug ins Paradies (Flight of Fancy)
- 2000: Air Bud 3 – Ein Hund für alle Bälle (Air Bud 3: World Pup)
- 2001: It takes two – London, wir kommen! (Winning London)
- 2002: Air Bud 4 - Mit Baseball bellt sich’s besser (Air Bud: Seventh Inning Fetch)
- 2002: Verliebt in Rom (When in Rome)
- 2003: Air Bud 5 – Vier Pfoten schlagen auf (Air Bud: Spikes Back)
- 2004: Chestnut – Der Held vom Central Park (Chestnut: Hero of Central Park)
- 2006: Air Buddies – Die Welpen sind los (Air Buddies)
- 2008: Snow Buddies – Abenteuer in Alaska (Snow Buddies)
- 2009: Space Buddies – Mission im Weltraum (Space Buddies)
- 2009: Santa Buddies – Auf der Suche nach Santa Pfote (Santa Buddies Here Comes Santa Pows)
- 2010: Santa Pfotes großes Weihnachtsabenteuer (The Search for Santa Paws)
- 2011: Spooky Buddies – Der Fluch des Hallowuff-Hunds (Spooky Buddies)
- 2012: Santa Pfote 2 – Die Weihnachts-Welpen (Santa Paws 2: The Santa Pups)
- 2012: Treasure Buddies – Schatzschnüffler in Ägypten (Treasure Buddies)
- 2013: Super Buddies
- 2015: Russell Wahnsinn (Russell Madness)
- 2016: Wuff Star (Pup Star)
- 2017: Wuff Star – Doppelt bellt besser (Pup Star: Better 2Gether)
- 2018: Wuff Star – Rund um die Welt (Pup Star: World Tour)
- 2018: Puppy Star Christmas
- 2019–2020: Welpenakademie (Pup Academy, Fernsehserie)
- 2020: Russell Maniac (Fernsehserie)
- 2021: Hexen und Katzen (Scaredy Cats, Fernsehserie)